# Rhein-Sieg-Kreis
Rhein-Sieg-Kreis är ett administrativt distrikt i södra Nordrhein-Westfalen i Tyskland, tillhörande Regierungsbezirk Köln. Största stad är Troisdorf, medan Siegburg är administrativ huvudort. Rhein-Sieg-Kreis omger nästan helt staden Bonn, som inte ingår i distriktet. Delar av distriktet ingår i området Bergisches Land.

## Administrativ kommunindelning
Invånarantal 31 december 2013 anges inom parentes.
| Större städer - Troisdorf (72 978) Medelstora städer - Bad Honnef (24 845) - Bornheim (46 437) - Hennef (Sieg) (45 806) - Königswinter (39 976) - Lohmar (29 679) - Meckenheim (23 628) - Niederkassel (36 841) - Rheinbach (26 790) - Sankt Augustin (54 285) - Siegburg (39 563), huvudort Landskommuner - Alfter (23 003) - Eitorf (18 585) - Much (14 130) - Neunkirchen-Seelscheid (19 481) - Ruppichteroth (10 222) - Swisttal (17 480) - Wachtberg (19 827) - Windeck (18 724) |

## Infrastruktur
Genom distriktet går motorvägarna A3, A59, A61, A555, A560 och A565.